# Таджикска автономна съветска социалистическа република
Таджикска автономна съветска социалистическа република е автономна република в Узбекската ССР в състава на Съветския съюз.

## История
Създадена е през октомври 1924 г., като се разделят 3 региона – Туркестанската АССР, Бухарската народна съветска република и Хорезъмската народна република – на 5 области, основани на етнически принцип: Узбекска ССР, Туркменска ССР, Таджикска АССР (в състава на Узбекската ССР), Киргизка автономна област (в състава на РСФСР) и Каракалпакска автономна област (в състава на Казахската АССР). Столицата на Таджикската АССР е Душанбе.
През октомври 1929 г. е преобразувана в Съветска социалистическа република под името Таджикска ССР, към която допълнително е придаден регионът на град Ходжент от Узбекската ССР. Таджикската ССР съществува до обявяването на независима република Таджикистан през септември 1991 г.